# تاشوا
تاشوا (به ترکی استانبولی: Taşova) شهری است در کشور ترکیه که در استان آماسیه واقع شده‌است. جمعیت این شهر بر اساس سرشماری سال ۲۰۰۸ میلادی ۱۰٬۹۹۷ نفر و بر اساس برآوردهای سال ۲۰۰۹ میلادی ۱۱٬۵۸۱ نفر می‌باشد.